# Degersheim
Degersheim is een gemeente en plaats in het Zwitserse kanton Sankt Gallen, en maakt deel uit van het district Wil.
Degersheim telt 3830 inwoners.